# Папа Бенедикт XIV
Папа Бенедикт XIV (лат. Benedictus Quartus Decimus; 31. март 1675 —  3. мај 1758) је био 247. папа од 17. августа 1740. до 3. маја 1758.